# Menaker
Ein Menaker (hebräisch מנקר) ist eine Person im orthodoxen Judentum, die nach umfangreicher Ausbildung, die mit einer Semicha, einer Zertifizierung, endet, das Fleisch erlaubter Tiere koscher macht.
Es ist verboten, den חֵלֶב Chelev eines Tieres zu essen. Dieser Ausdruck bezeichnet das feste, dichte Fett des Tieres, das an verschiedenen Stellen vorkommt, so beispielsweise an der Niere, am Darm oder am Magen. Die Grundlage für diese Praxis ist 3. Mose 7:23: „Du sollst keinen fetthaltigen Talg essen, sei es von Rindern, Schafen oder Ziegen“. Der Verzehr des גִּיד הַנָּשֶׁה Gid HaNasche, des Ischiasnervs (oft fälschlich als Sehne bezeichnet), ist ebenfalls verboten. Ebenso wird der Muskelstrang über dem Hüftgelenk (Filet) nicht gegessen (Gen 32,33 ). Daher werden diese Bestandteile und zahlreiche Venen durch den Menaker – nach dem Schächten durch einen Schochet – entfernt, bevor das Fleisch weiterbereitet werden darf (Mischna Chullin, 7). Dieser Prozess wird ניקור Nikur (auch: „Porschen“) genannt, bei dem das Fleisch eines erlaubten Tieres koscher gemacht wird. Die Verbote betreffen nur jene Tierarten, die im Jerusalemer Tempel (בֵּית־הַמִּקְדָּשׁ Bet HaMikdasch) als קָרְבָּנוֹת Korbanot, deutsch ‚Tieropfer‘, verwendet wurden, wie Rind, Lamm und Ziege, die als einzige koschere Haustiere gelten. Darüber hinaus ist das Fleisch vor der Zubereitung zu wässern, zu salzen und zu spülen, um das im Fleisch verbliebene Blut weitestgehend zu entfernen.
Ist ein Schochet religiös besonders vertrauenswürdig und hat auch eine Ausbildung als Menaker durchlaufen, kann auch dieser das Nikur durchführen. Andernfalls bestehen ultraorthodoxe Juden darauf, dass die korrekte Ausführung des Nikur durch einen zweiten Menaker kontrolliert wird.